# Козій-1
Козій-1 (рос. Козий-1) — селище в Новоспаському районі Ульяновської області Російської Федерації.
Населення становить 19 осіб. Входить до складу муніципального утворення Коптєвське сільське поселення.

## Історія
Від 2004 року входить до складу муніципального утворення Коптєвське сільське поселення.

## Населення
| 2010 |
| ---- |
| 19   |